# Tinkoff
Tinkoff est le nom d'une bière russe lancée en 1998 à Saint-Pétersbourg par Oleg Tinkov.
La marque est une homonymie de l'établissement financier Tinkoff Credit Systems qui sponsorise l'équipe cycliste Tinkoff.